# Ринковце
Ринковце (мкд. Р'нковце) је насеље у Северној Македонији, у северном делу државе. Ринковце припада општини Липково.

## Географија
Ринковце је смештено у северном делу Северне Македоније. Од најближег већег града, Куманова, насеље је удаљено 25 km западно.
Насеље Ринковце је у источном делу историјске области Црногорје. Насеље је положено високо, изнад долине Липковске реке, у горњем делу тока, на висијама средишње Скопске Црне Горе. У најнижем делу атара села образовано је Липковско језеро. Надморска висина насеља је приближно 780 метара.
Месна клима је планинска због знатне надморске висине.

## Становништво
Ринковце је према последњем попису из 2002. године имало 21 становника. 
Претежно становништво у насељу су били Албанци (100%).
Већинска вероисповест било је ислам.